# Joseph Chelladurai Kumarappa
Joseph Chelladurai Kumarappa (Tanjore, 4 gennaio 1892 – Madras, 30 gennaio 1960) è stato un economista e attivista indiano.
È stato uno stretto collaboratore del Mahatma Gandhi e un pioniere delle teorie economiche dello sviluppo rurale. Kumarappa è anche conosciuto come "l'economista di Gandhi" per aver sviluppato delle teorie economiche basate sul gandhismo, confluenti in una scuola di pensiero economico chiamata economia gandhiana.

## Scritti
- Public Finance and Our Poverty, Ahmedabad, Navajivan, 1930.
- An Economic Survey of Matar Taluka, Gujarat, Vidhyapeeth, 1931.
- Why the Village Movement?, Wardha, All-India Village Industries Association, 1936.
- Economy of Permanence, Varanasi, Sarva Seva Sangh Prakashan, 1945.
- Christianity Its Economy and Way of Life, Ahmedabad, Navajivan, 1945.
- Practice and Precepts of Jesus Publisher, Ahmedabad, Navajivan, 1946.
- The Philosophy of Work and Other Essays, Wardha, Meganwadi, All-India Village Industries Association, 1947.
- Village Industries, Warda, Meganwadi, 1947.
- Swaraj for the masses, Bombay, Hind Kitabs, 1948.
- Europe Through Gandhian Eyes, Warda, Meganwadi, 1948.
- Peace and Prosperity, Wardha, Meganwadi, 1948.
- Banishing War, Wardha, Meganwadi, 1948.
- The Gandhian Economy and Other Essays, Wardha, Meganwadi, 1949.
- Present Economic Situation, Wardha, Meganwadi, 1949.}
- Gandhian Economic Thought, Varanasi, Sarva Seva Sangh Prakashan, 1951.
- Report on agriculture and cottage and small scale industries in Japan, New Delhi, Manager of Publications, Govt. of India, 1952.
- A Peep behind the Iron Curtain: Life in the Soviet Union and in People's China, T. Kallupatti, 1956.
- Back to Basics: J. C. Kumarappa Reader, antologia di scritti a cura di Bandhu, Udhagamandalam, The Nilgiris District of Tamil Nadu (India), Odyssey, 2011.